# نظرية التمثيل

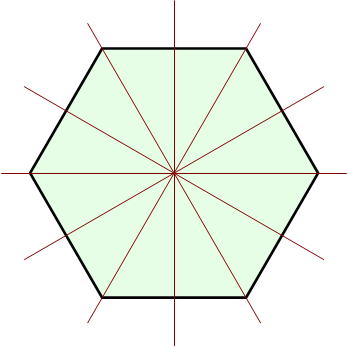

نظرية التمثيل (بالإنجليزية: Representation theory)‏ هي فرع من الرياضيات تدرس البنية الجبرية المجردة عن طريق تمثيل العناصر الخاصة بهم كتحول خطي (linear transformation) لـمتجه المسافة (vector space)، وتدرس الوحدات النمطية على هذه البنيات الجبرية المجردة. في الأساس، يعمل التمثيل على جعل الهدف الجبري المجرد أكثر واقعية من خلال وصف عناصره عن طريق المصفوفات (matrices) والعمليات الجبرية (algebraic operation) من حيث إضافة المصفوفة (matrix addition) وضرب مصفوفة في مصفوفة (matrix multiplication). تشمل الأهداف الجبرية المسؤولة عن مثل هذ الوصف المجموعات، الجبر التجميعي (associative algebra) وجبر لي (Lie algebra). أبرز هؤلاء (والأولى تاريخيًا) هي نظرية تمثيل المجموعات (representation theory of groups)، التي تتمثل فيها عناصر المجموعة عن طريق المصفوفة غير المفردة بطريقةٍ تُضرَب فيها المصفوفة في المصفوفة في عملية المجموعة.
نظرية التمثيل هي أداة قوية لأنها تقلل مشاكل الجبر المجرد إلى مشاكل في الجبر الخطي، وهي مادة مفهومة جيدًا. علاوةً على ذلك، فإنه يمكن لمتجه المسافة التي تتمثل فيه مجموعة (على سبيل المثال) أن يكون لا نهائي الأبعاد، وبالسماح بحدوث ذلك، يمكن تطبيق فضاء هيلبرت، وهي أساليب التحليل على نظرية المجموعات. تعد نظرية التمثل أيضًا هامة في الفيزياء لأنها، على سبيل المثال، تصف كيف يؤثر زمرة التماثل لنظامٍ فيزيائي على حلول المعادلات التي تصف هذا النظام.
من السمات البارزة لنظرية التمثيل انتشارها في الرياضيات. هناك وجهان لهذا. الأول، تطبيقات نظرية التمثيل متنوعة: بالإضافة إلى تأثيرها على الجبر، تنير نظرية التمثيل وتعمم تحليل فورييه (Fourier analysis) بشكلٍ كبير من خلال التحليل التوافقي (harmonic analysis), ترتبط بعمق بـالهندسة عبر النظرية الثابتة (invariant theory) وبرنامج إيرلانجن (Erlangen program)، ولها تأثير عميق من الناحية النظرية من خلال نموذج تشكيلي تلقائي (automorphic form) وبرنامج لانلاندز (Langlands program). الجانب الثاني هو تنوع أساليب نظرية التمثيل. يمكن دراسة نفس الأهداف باستخدام أساليب من الهندسة الجبرية ونظرية الوحدة النمطية (module theory) ونظرية الأعداد التحليلية والهندسة التفاضلية ونظرية المؤثر (operator theory)، والتوافقيات الجبرية (algebraic combinatorics) والطوبولوجيا.
أدى نجاح نظرية التمثيل إلى تعميمات عديدة. التصنيف (categorical one) هي واحدة من أكثر التعميمات. يمكن اعتبار الأهداف الجبرية التي تنطبق عليها نظرية التمثيل أنواعًا معينة من الفئات، والتمثيل مثل المدلل (functor) من فئة الهدف إلى فئة متجه المسافات (category of vector spaces). ويشير هذا الوصف إلى تعميمين واضحين: الأول، يمكن استبدال الأهداف الجبرية بفئاتٍ أكثر عمومية؛ يمكن استبدال الفئة الثانية المستهدَفة بفئاتٍ أخرى مفهومة جيدًا.